# 阿什比 (明尼蘇達州)
阿什比（英語：Ashby）是一個位於美國明尼蘇達州格蘭特縣的城市。

## 人口
根據2020年美國人口普查的數據，阿什比的面積為1.53平方千米，當中陸地面積為1.43平方千米，而水域面積為0.10平方千米。當地共有人口469人，而人口密度為每平方千米307人。